# Цехоцин (гмина)
Цехоцин (пол. Ciechocin) — сельская гмина (волость) в Польше, входит как административная единица в Голюбско-добжинский повет, Куявско-Поморское воеводство. Население — 3983 человека (на 2004 год).

## Сельские округа
1. Цехоцин
2. Эльгишево
3. Малшице
4. Милишевы
5. Моргово
6. Нова-Весь
7. Пётрково
8. Рудав
9. Свентослав

## Соседние гмины
1. Гмина Черниково
2. Гмина Голюб-Добжинь
3. Гмина Ковалево-Поморске
4. Гмина Любич
5. Гмина Оброво
6. Гмина Збуйно